# Vanishing Point (1997)
Vanishing Point (bra Corrida contra o Destino) é um telefilme norte-americano de 1997 dirigido por Charles Robert Carner. 
Trata-se de um remake do filme homônimo de 1971.